# XBoard

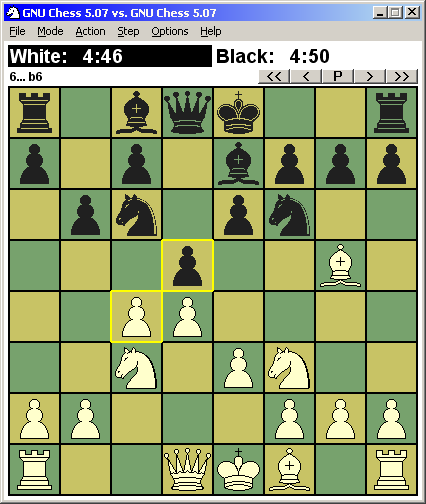
WinBoard 4.2.7

XBoard, також відома як WinBoard на операційних системах Microsoft — Безкоштовна програма графічний інтерфейс користувача та клієнт шахового сервера, розроблена Тімом Манном. Інтерфейс сумісний з різнимм шаховими рушіями та підтримує Winboard. Вона також підтримує Шахові Інтернет Сервери, гру через електронну пошту та відтворення збережених партій.
Відома особливість цього програмного забезпечення те, що програма не дозволяє шаховим серверам застосовувати їхні анти-чітерські механізми.